# Harfleur
Harfleur é uma comuna francesa na região administrativa da Normandia, no departamento de Sena Marítimo. Estende-se por uma área de 4,21 km². Em 2010 a comuna tinha 8 460 habitantes (densidade: 2 009,5 hab./km²).181 hab/km².